# Малое Выжлятниково
Малое Выжлятниково — опустевшая деревня в Селижаровском муниципальном округе Тверской области.

## География
Находится в западной части Тверской области на расстоянии приблизительно 19 км на юго-запад по прямой от административного центра округа поселка Селижарово.

## История
Деревня была показана на карте 1939 года как поселение с 25 дворами. До 2020 года входила в состав Дмитровского сельского поселения Селижаровского района до их упразднения.

## Население
Численность населения: 2 человека (русские 100 %) в 2002 году, 0 в 2010.